# شبه عقد
شبه العقد (أو العقد الضمني أو العقد البنّاء)(بالإنجليزية: Qausi_contract) هو عقد خيالي تعترف به المحكمة. ويمكن تتبع مفهوم شبه العقد إلى القانون الروماني ولا يزال مفهوما يستخدم في بعض النظم القانونية الحديثة.

## التاريخ
وفي ولايات القانون العام، يمكن تتبع قانون شبه العقد إلى القرون الوسطى شكل من الإجراءات المعروف باسم «المديونيات». وفي جوهره، سيسترد المدعي مبلغا من المبلغ المالي من المدعى عليه كما لو كان المدعى عليه قد وعد بدفعه: أي كما لو كان هناك عقد يقوم على أساس ما بين الطرفين. وكان وعد المدعى عليه - أي اتفاقهم على الالتزام «بالعقد» - ضمنياً في القانون. وكان قانون شبه العقد يستخدم عموما لانفاذ الالتزامات التقديرية.
شكل العمل المعروف باسم المديتشيتاس كما هو الحال في بعض الحالات يشمل مختلف الأشكال الفرعية المعروفة باسم حسابات الأموال العامة. وكان أهم هذه الإجراءات بالنسبة لتطوير قانون شبه العقد في وقت لاحق: '1' الإجراءات المتعلقة بالأموال التي كانت قد استلمت واستلمت لاستخدام المدعي؛ '2' الإجراءات المتعلقة بالأموال المدفوعة لاستخدام المدعى عليه؛ '3' السلالة الكمية؛ '4' السفيبات الكمومية.
وكانت الإجراءات شبه التعاقدية تستخدم عموماً (ولكن ليس فقط) لعلاج ما كان ليطلق عليه الآن الإثراء غير العادل. وفي معظم ولايات القانون العام، فإن قانون شبه العقد قد ألفته قانون الاثراء غير العادل.
شبه عقد وعقد
وكان شبه العقد مميزاً عن العقد الذي ينطوي عليه ضمناً في الواقع.
▪العقد ضمني في الواقع. يمكن التعبير عن موافقة الشخص على الالتزام الإتفاق أو ضمنه ضمنيا. في الحالة الآخيرة، إذا ما افترضنا استيفاء الشكليات المطلوبة لعقد صحيح، فإن هناك عقدا طبيعيا تماما. والتمييز الوحيد بين عقد ينشأ عن اتفاق صريح بين شخصين وعقد ينطوي ضمنا على وجود اتفاق صريح هو أن المحكمة اعترفت بهذا العقد الأخير مستثلا في استنتاجات من وقائع تثبت أثناء المحاكمة. وعندما رفعت المدعية دعوى على أي من هذين الشكلين من العقود، كانت تقوم بمقاضاة في قانون العقد فيما يتعلق بالتزام متَرَف، وكان الانتصاف الذي تلزمه بشأن انتهاك المدعى عليه هو التعويض.
▪شبه عقد. وعلى النقيض من ذلك، يشير شبه العقد إلى الحالات التي يكون فيها المدعى عليه ملزماً كما لو كان هناك عقد. وعندما رفعت المدعية دعوى على هذا «العقد» برفع دعوى من المديونيات افتراضا، فإنها لم تكن تنفذ التزاما متبنيا بل التزاما يفرضه القانون.